# Jerry Lorenzo
Pour les articles homonymes, voir Lorenzo.
Jerry Lorenzo (né le 5 octobre 1977) est un créateur de mode et de baskets américain. Il est le fondateur de la marque américaine de streetwear Fear of God. Il est également le fils de l'ancien joueur, entraîneur et manager de la Ligue majeure de baseball (MLB) Jerry Manuel.
Lorenzo a créé cinq looks personnalisés pour Justin Bieber à porter sur scène lors de sa tournée Purpose World. Il a également aidé à concevoir la marchandise de la tournée. Des célébrités telles que Kanye West et Kendall Jenner sont des fans connus de la marque,,. Lorenzo a fondé sa marque signature en 2012, bien qu'il n'ait aucune formation en mode et qu'il soit inconnu dans le monde du streetwear.